# Chalcura deprivata
Chalcura deprivata is een vliesvleugelig insect uit de familie Eucharitidae. De wetenschappelijke naam is voor het eerst geldig gepubliceerd in 1860 door Walker.